# سرمایه‌گذاری بلفی
سرمایه‌گذاری بلفی (انگلیسی: Bellevue Investments) شرکت سرمایه‌گذاری آلمانی است، که در سال ۱۹۹۳ تأسیس شد.